# 눌레
눌레(Nule, 사르데냐어: Nùle)는 이탈리아 사르데냐 주 사사리도에 있는 코무네 (지방 자치체)로, 칼리아리 북쪽으로 약 140 킬로미터 (87 mi), 사사리 남동쪽으로 약 60 킬로미터 (37 mi) 떨어져 있다.

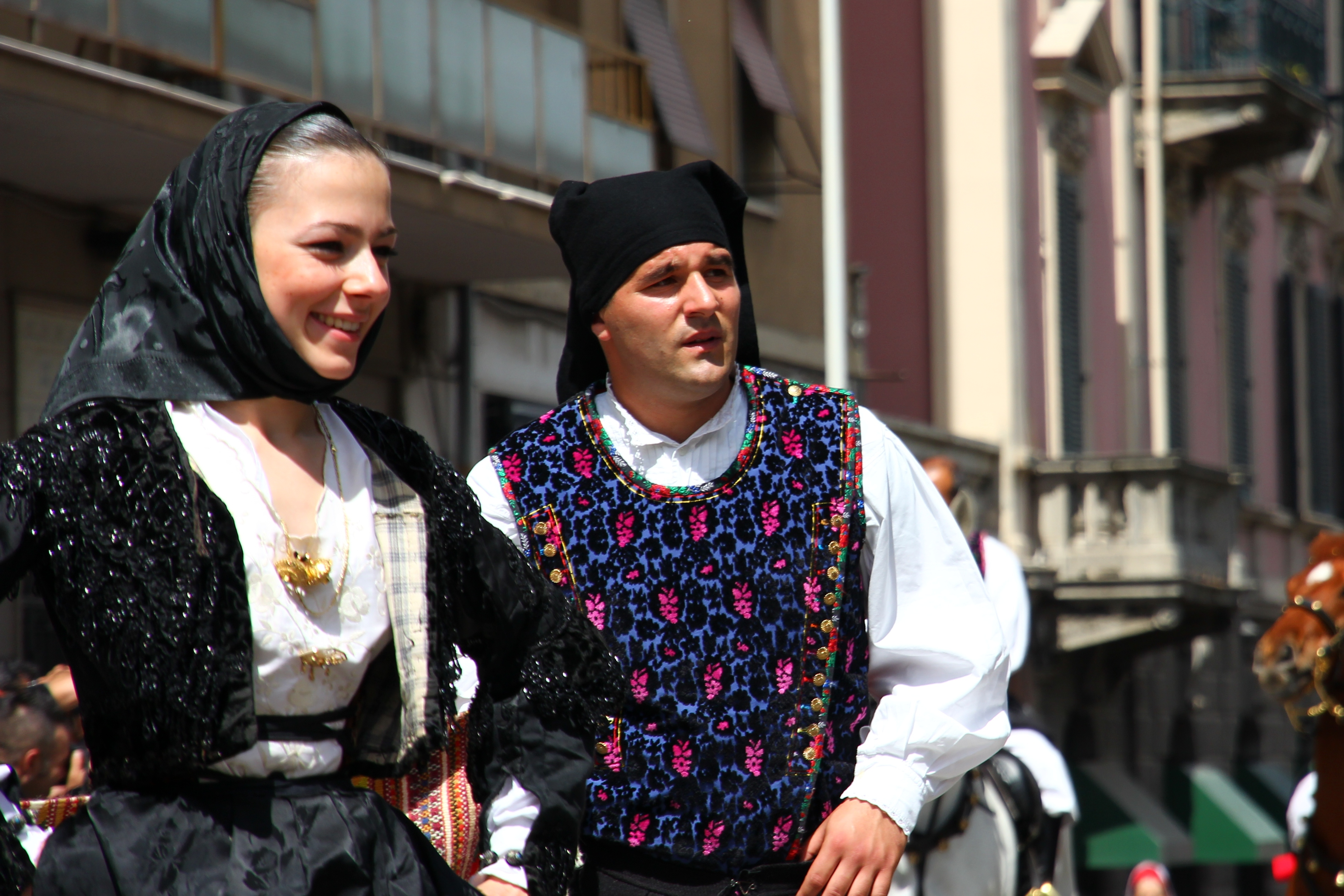
눌레의 전통 의상.

눌레는 다음 지방 자치체와 접해 있다: 베네투티, 비티, 오루네, 오시다, 파타다.